# Breckenridge (Teksas)
Breckenridge je grad u američkoj saveznoj državi Teksas. Prema popisu stanovništva iz 2010. u njemu je živjelo 5.780 stanovnika.